# Trip Hawkins
Pour les articles homonymes, voir Hawkins.
William M. Hawkins III, plus connu sous le nom de Trip Hawkins, né le 26 décembre 1953 à Pasadena, est un entrepreneur américain de la Silicon Valley. Il est cofondateur d'Electronic Arts, fondateur de The 3DO Company et de Digital Chocolate (en).

## Biographie

### Jeunesse
Dans sa jeunesse, Trip Hawkins apprécie les jeux de société édités par Strat-O-Matic (en). Il fonde sa première entreprise en empruntant de l'argent à son père, cadre dans l'industrie aérospatiale. Après avoir découvert l'informatique, il rêve de développer des jeux vidéo. Il obtient un MBA à l'université Stanford.

### Carrière
Hawkins fait partie des premiers employés (n°68) de la société Apple, où il tient le rôle de directeur du marketing (« Director of strategy and marketing »). Il quitte l'entreprise en 1982 et utilise ses stock options pour fonder l'éditeur de jeux vidéo Electronic Arts. Hawkins participe notamment au développement de la série Madden NFL. Il quitte le poste de CEO d'EA en 1991, et son siège au conseil d'administration en 1994.
Hawkins fonde SMSG Inc (San Mateo Software Group), qui deviendra par la suite The 3DO Company. L'entreprise développe une console de jeux vidéo, la 3DO Interactive Multiplayer, fabriquée sous licence par ses partenaires. La console est un échec commercial, et 3DO recentre son activité sur l'édition de jeux. L'entreprise étant en proie à des difficultés financières, Hawkins lui accorde un prêt de 10 millions de dollars. Par la suite, 3DO se place sous la protection du chapitre 11 de la loi sur les faillites des États-Unis.
En 2003, il fonde Digital Chocolate (en). L'entreprise développe des jeux sociaux et des jeux pour smartphones,.

## Distinctions
En 2005, il est récompensé par l'Academy of Interactive Arts and Sciences (AIAS) et intègre le AIAS Hall of Fame.